# みどり乳業
みどり乳業株式会社（英: Midori Dairies Corporation）は、かつて愛知県半田市に本社を置いていた乳業メーカーである。「みどり牛乳」のブランドで販売している。九州地方で同じく「みどり牛乳」のブランドで販売している九州乳業との関係はない。

## 沿革
- 1937年（昭和12年）4月 - 知多郡牛乳小売商業組合が設立。
- 1957年（昭和32年）12月 - 知多牛乳生産農業協同組合に改称。
- 1981年（昭和56年）1月 - みどり牛乳農業協同組合に改称。
- 2000年（平成12年）1月18日 - みどり牛乳農業協同組合の酪農部門、乳業部門が独立し、みどり乳業株式会社を設立。
- 2014年（平成26年）3月 - 経営環境悪化により廃業。

## 主な商品
- 牛乳
  - みどり牛乳
  - 知多酪農家限定牛乳
- 低温殺菌牛乳
  - みどり低温殺菌牛乳
- 低脂肪牛乳
  - 知多低脂肪牛乳
- 加工乳
  - みどり低脂肪乳
- 乳飲料
  - みどりコーヒー
  - みどりフルーツ
- 果汁飲料
  - みどりオレンジ100%
  - みどりアップル100%
- ヨーグルト
  - すこやか牧場ヨーグルト